# Atlanta
Atlanta é capital, cidade mais populosa e o principal centro cultural, econômico e político do estado norte-americano da Geórgia. Localiza-se no Condado de Fulton, do qual a cidade é sede. Com mais de 498 mil habitantes, de acordo com o censo nacional de 2020, é a 38ª cidade mais populosa do país. Sua região metropolitana, chamada de Grande Atlanta, é a nona mais populosa dos Estados Unidos, possuindo quase 6,1 milhões de pessoas.
Fundada em 1837 com o nome de Terminus, a localidade passou a chamar-se Marthasville em 1843, tendo seu nome sido renomeada para Atlanta quatro anos depois, em 1847. Em 1864, sofreu com as ações da Guerra de Secessão, sendo destruída durante o desenvolvimento do conflito. Atlanta foi reconstruída após a guerra, tornando-se a capital do estado em 1868. Em sua história recente, elegeu seu primeiro prefeito negro, Maynard Jackson, em 1973, uma das primeiras cidades nos Estados Unidos com tal acontecimento; e sediou os Jogos Olímpicos de Verão de 1996. Atlanta é o centro de transporte primário do sudeste dos Estados Unidos, com rodovias e ferrovias, e um transporte aéreo bem desenvolvido. O Aeroporto de Atlanta Hartsfield-Jackson é o mais movimentado do mundo desde 1998, com uma movimentação de 104 milhões de passageiros em 2016.
A topografia da cidade é alta e marcada por colinas e cobertura vegetal densa. A revitalização dos bairros de Atlanta, inicialmente estimulada pelos Jogos Olímpicos de 1996, intensificou-se no século XXI, alterando a demografia, política e cultura da cidade.
Atlanta é considerada uma "cidade alpha" no mundo, possuindo um Produto interno bruto de U$ 270,00 bilhões. A economia da cidade ocupa o 15º lugar entre as cidades do mundo e a sexta posição entre as cidades norte-americanas. Embora a economia de Atlanta seja considerada diversificada, há alguns setores dominantes, como a logística, serviços profissionais e negócios, operações de mídia e tecnologia da informação.

## História
A região de Atlanta outrora foi habitada pelos índios Creek e Cherokee. Estes foram perdendo sua posse da terra paulatinamente até que em 1835 foram ilegalmente forçados a ceder o que restava e migrar ao que hoje é o Oklahoma. Esse episódio ficou conhecido como a Trilha das Lágrimas.

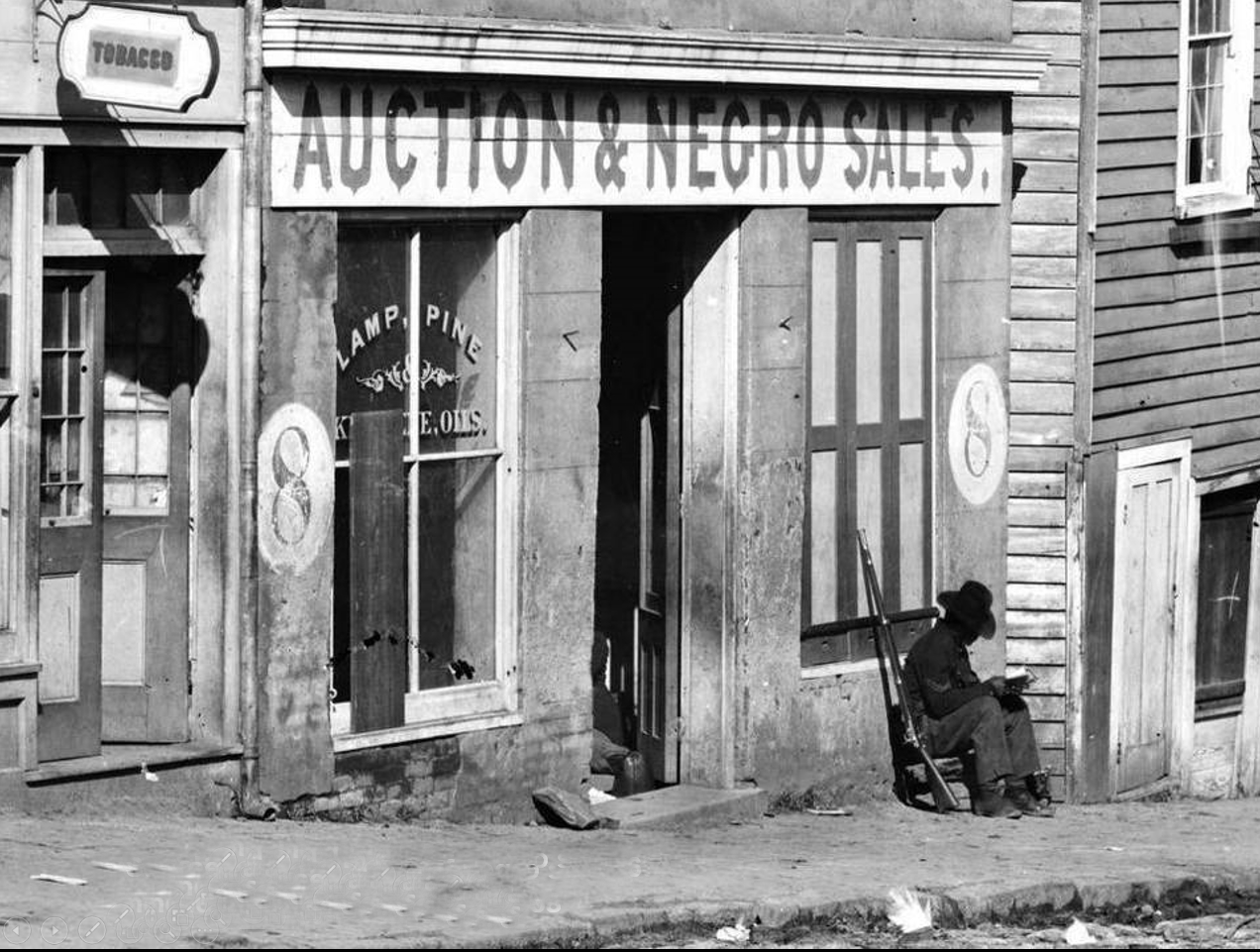
Casa de leilões de escravos em Whitehall Street, Atlanta, 1864.

Em 1836 a Assembleia Geral da Geórgia aprovou a construção de uma ferrovia que ligaria o estado ao Meio-Oeste estadunidense, da qual a região de Atlanta seria o término. Já existiam no local vários povoamentos, como Decatur, Roswell e Lawrenceville, hoje subúrbios de Atlanta. Porém, uma nova cidade foi fundada com o propósito expresso de abrigar o término da ferrovia; recebeu justamente o nome de "Terminus". A nova cidade prosperou, devido a sua posição estratégica na região, cuja principal atividade econômica era o cultivo do algodão através do trabalho escravo.

A cidade mudaria de nome duas vezes, primeiro para Marthasville, em homenagem à filha do governador, e novamente em 1845, quando assumiu seu nome atual. A origem do nome "Atlanta" é disputada. Segundo algumas fontes foi escolhido simplesmente para dar ênfase às ligações ferroviárias da região com a costa; outros alegam uma origem mística, com conexões ao maçonismo e ao continente perdido de Atlântida.

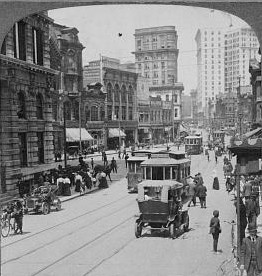
Em 1907, a Peachtree Street, a rua principal de Atlanta, estava ocupada com bondes e automóveis

Em 15 de dezembro de 1939, Atlanta sediou a estreia do filme Gone with the Wind, um filme épico baseado no romance de  Margaret Mitchell, ambientado em Atlanta. O produtor do filme lendário, David O. Selznick, assim como as estrelas do filme, Clark Gable, Vivien Leigh e Olivia de Havilland, compareceram ao evento de gala no Grande Teatro de Loew. Entretanto, a vencedora do Oscar, Hattie McDaniel, uma atriz afroamericana, foi impedida de adentrar o evento devido à cor de sua pele.
Atlanta desempenhou um papel vital no esforço dos Aliados durante a Segunda Guerra Mundial, devido as relações das empresas da cidade com a guerra de fabricação, rede ferroviária, e bases militares, levando a um rápido crescimento da população e da economia da cidade. Na década de 1950, o sistema de autoestrada, recém-construído na cidade, permitiu à classe média de Atlanta a capacidade de mudar-se para os subúrbios. Como resultado, a cidade começou a tornar-se uma parte cada vez menor da população da área metropolitana, eventualmente passando de 31% em 1960 para 9% em 2000.
Durante os anos 1960, Atlanta foi um importante centro organizador do Movimento dos direitos civis dos negros nos Estados Unidos, impulsionado por Martin Luther King Jr., Ralph David Abernathy, Rosa Parks e estudantes de faculdades e universidades historicamente negras de Atlanta. Ao mesmo tempo, outras grandes cidades registravam participação mínima nas ações e iniciativas. Em comparação com outras grandes cidades norte-americanas, Atlanta não estava completamente livre de conflitos raciais.
Em 1960, os brancos representavam 61,7% da população da cidade. Em 1970, os afro-americanos eram a maioria da população da cidade e exerciam grande influência política, elegendo o primeiro prefeito negro de Atlanta, Maynard Jackson, em 1973. Sob o mandato do prefeito Jackson, o aeroporto de Atlanta foi modernizado, solidificando o papel da cidade como um centro de transporte. A abertura do Georgia World Congress Center, em 1976, anunciou a ascensão de Atlanta como uma cidade de convenções. A construção do sistema de metrô da cidade começou em 1975, com um  serviço ferroviário se iniciando em 1979. No entanto, apesar destas melhorias, Atlanta sucumbiu à mesma decadência que afligiu grandes cidades americanas durante a época, e a cidade perdeu mais de 100 000 habitantes entre 1970 e 1990, mais de 20% de sua população.
Em 1990, Atlanta foi escolhida como a sede dos Jogos Olímpicos de Verão de 1996. Após o anúncio, o governo municipal realizou vários grandes projetos de construção para melhorar os parques de Atlanta, espaços desportivos e infraestrutura de transportes. Enquanto os próprios jogos foram marcados por numerosas ineficiências organizacionais, bem como o Bombardeio ao Centennial Olympic Park, eram um divisor de águas na história de Atlanta, iniciando uma transformação fundamental da cidade na década que se seguiu.
Durante a década de 2000, Atlanta sofreu uma profunda transformação demográfica, física e cultural. A suburbanização, o aumento dos preços, uma economia em expansão e novos migrantes, diminuiu o percentual da população negra na cidade, passando de 67% em 1990 para 54% em 2010. De 2000 a 2010, Atlanta ganhou 22 763 residentes brancos, 5 142 residentes de origem asiática e 3 095 residentes hispânicos, enquanto a população negra da cidade diminuiu em 31 678 habitantes. Grande parte da mudança demográfica da cidade durante a década foi impulsionada por jovens profissionais com nível superior profissionais. O número de habitantes com idade entre 25 e 34 anos aumentou 61% neste período. Entre meados dos anos 1990 e 2010, estimulada pelo financiamento do programa HOPE VI, Atlanta demoliu quase toda a sua habitação pública, um total de 17 000 unidades e cerca de 10% de todas as unidades habitacionais na cidade.

## Geografia
De acordo com o Departamento do Censo dos Estados Unidos, a área de Atlanta abrange 353 km², dos quais 350,4 km² é composto por terra firme e 2,6 km² (0,7%) é composto por água. A cidade está situada entre o sopé das Montanhas Apalaches, e a 320 metros acima do nível médio do mar. Atlanta tem a maior elevação entre as grandes cidades a leste do rio Mississippi. A cidade atravessa a Divisão Continental Oriental, sendo que a água da chuva que cai nos lados sul e leste da divisão, desaguam no Oceano Atlântico, enquanto a água da chuva que cai dos lados norte e oeste da divisão, desaguam no Golfo do México. Atlanta fica no topo de uma crista ao sul do rio Chattahoochee, que faz parte da Bacia do Rio ACF. Localizado na borda mais distante, no noroeste da cidade, muito do habitát natural do rio é preservado, em parte pela Área de Recreação Nacional do rio Chattahoochee.
A maior parte de Atlanta foi incendiada durante a Guerra Civil, esgotando a cidade de um grande estoque de sua arquitetura histórica. No entanto, arquitetonicamente, a cidade nunca foi tradicionalmente "meridional" porque Atlanta se originou como uma cidade ferroviária, em vez de um porto sulista patrício como Savannah ou Charleston. Muitos dos marcos da cidade compartilham características arquitetônicas com edifícios no Nordeste ou Centro-Oeste.

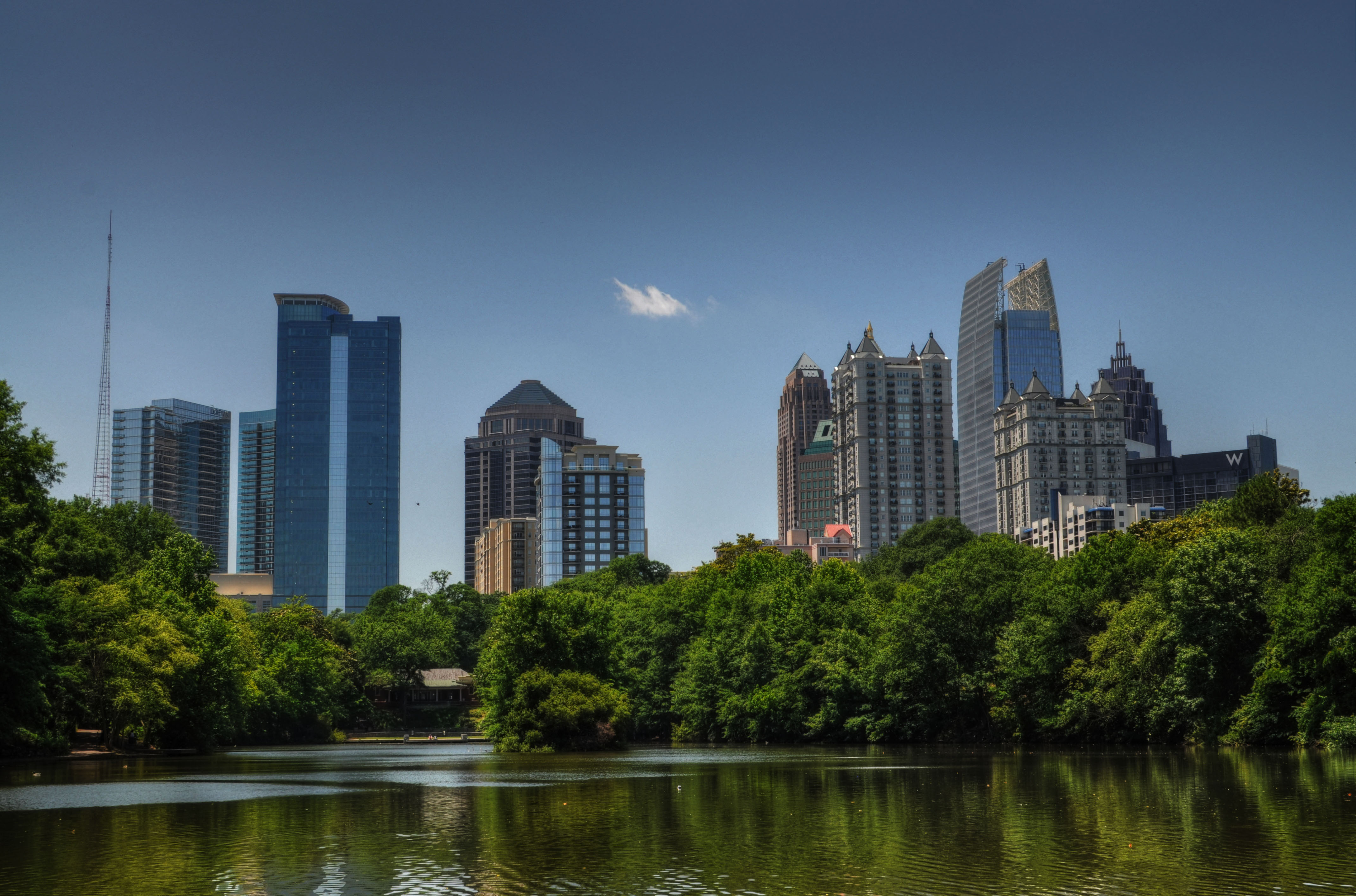
O horizonte de Midtown (visto do Parque Piedmont) surgiu com a construção da Modernist Colony Square em 1972.

Atlanta é dividida em 242 bairros definidos oficialmente. A cidade contém três grandes bairros altos, que formam um eixo norte-sul ao longo de Peachtree: Downtown, Midtowne e Buckhead. Ao redor desses distritos de alta densidade estão os bairros frondosos e de baixa densidade, a maioria dos quais são dominados por casas unifamiliares.
O centro de Atlanta contém o maior espaço de escritórios na área metropolitana, grande parte ocupada por entidades governamentais. O centro da cidade abriga os locais esportivos da cidade e muitas de suas atrações turísticas. O Midtown Atlanta é o segundo maior distrito comercial da cidade, contendo os escritórios de muitos dos escritórios de advocacia da região. Midtown é conhecida por suas instituições de arte, atrações culturais, instituições de ensino superior e forma densa. Buckhead, o distrito da cidade, fica a 13 km ao norte do centro da cidade e o terceiro maior distrito comercial da cidade. O distrito é marcado por um núcleo urbanizado ao longo da Peachtree Road, cercado por bairros residenciais de subúrbio situados entre densas florestas e colinas.
A gentrificação dos bairros da cidade é uma das forças mais controversas e transformadoras que moldam a Atlanta contemporânea. A gentrificação de Atlanta tem suas origens na década de 1970, depois que muitos dos bairros de Atlanta passaram pela decadência urbana que afetou outras grandes cidades americanas em meados do século XX. Quando a oposição do bairro evitou que duas autoestradas fossem construídas pelo lado leste da cidade em 1975, a área se tornou o ponto de partida para a gentrificação de Atlanta. Depois que Atlanta foi premiada com os Jogos Olímpicos em 1996, a gentrificação se expandiu para outras partes da cidade, estimulada por melhorias de infraestrutura realizadas em preparação para os jogos. A gentrificação pós-2000 foi auxiliada pela erradicação das habitações públicas da cidade de Atlanta Housing Authority e, mais recentemente, a construção do Beltline.

### Topografia
Com cerca de 1 050 pés (320 m) acima do nível médio do mar do aeroporto está em 1 010 pés (308 m), Atlanta fica no topo de uma crista ao sul do rio Chattahoochee.
A linha Eastern Continental Divide entra Atlanta a partir do sul, provenientes do centro da cidade. Do centro da cidade, a linha de divisão corre para leste ao longo Avenida DeKalb e as linhas de transporte ferroviário CSX através Decatur. A água da chuva que cai do lado sul e leste corre eventualmente para o Oceano Atlântico, enquanto a água da chuva do lado norte e oeste da divisão corre para o Golfo do México através do Rio Chattahoochee. Esse rio faz parte da Bacia do Rio ACF, e de Atlanta e que muitos de seus vizinhos arrastam maior parte de sua água. Estar no limite extremo noroeste da cidade, grande parte do habitat natural do rio ainda está preservada, em parte pelo rio Chattahoochee National Recreation Area. Jusante entretanto, o uso excessivo de água durante as secas e a poluição durante as cheias tem sido uma fonte de discórdia e de batalhas legais com os Estados vizinhos, Alabama e Flórida.

### Clima
De acordo com a Classificação de köppen, Atlanta possui um clima subtropical úmido, com verões quentes e invernos relativamente frios. A precipitação é bem distribuída ao longo do ano, sem estações secas, a média de precipitação na cidade é 1 255 mm anuais. No verão, a temperatura durante a tarde atinge 30 °C na maioria dos dias e a maior temperatura da cidade foi 41 °C, em julho de 1980. Nessa época também é comum as chuvas de verão que ocorrem devido à grande evaporação gerada pelo calor, essas chuvas possuem duração curta, mas que podem ser de grande intensidade.
No inverno, a precipitação é gerada principalmente pela passagem de frentes frias, geralmente antecedendo uma massa de ar mais fria. A neve não é tão frequente, mas cai em todos os anos, principalmente nos meses mais frios (Janeiro e Fevereiro). Tempestades de neve são muito raras, sendo que a mais forte aconteceu em 1940, com a precipitação de 25 cm de neve. A última ocorreu em março de 1993.

## Demografia
Desde 1900, o crescimento populacional médio, a cada dez anos, é de 17,5%.

### Censo 2020
De acordo com o censo nacional de 2020, a sua população é de 498 715 habitantes e sua densidade populacional é de 1 423 hab/km². Seu crescimento populacional na última década foi de 18,7%, acima do crescimento estadual de 10,6%. É a cidade mais populosa do estado e a 38ª mais populosa do país.
Possui 258 245 residências que resulta em uma densidade de 736,9 residências/km² e um aumento de 15,0% em relação ao censo anterior. Deste total, 11,7% das unidades habitacionais estão desocupadas. A média de ocupação é de 2,2 pessoas por residência.

### Censo 2010
Segundo o censo nacional de 2010, Atlanta possui uma população de 420 003 habitantes, com cerca de de 5,2 milhões de habitantes em sua região metropolitana, que é a nona maior do país. Sua densidade demográfica é de 1 185,7 hab/km².
A composição racial da população de Atlanta, no censo do mesmo ano, era de 54,0% de negros, 38,4% de brancos, 3,1% asiáticos e 0,2% nativos americanos. Habitantes de outras raças eram 2,2% da população da cidade, enquanto que mestiços de duas ou mais raças eram 2% da população. Hispânicos de qualquer raça representavam 5,2% da população da cidade.
A renda média dos habitantes da cidade era de U$ 45 171. A renda per capita da cidade era U$ 35 453. 22,6% da população vivia abaixo da linha da pobreza. No entanto, em comparação com o resto do país, o custo de vida de Atlanta é 6% inferior à média dos Estados Unidos. Atlanta tem uma das maiores populações LGBT do país, ocupando o terceiro lugar entre as principais cidades americanas com população LGBT, atrás de San Francisco e Seattle, com 12,8% de sua população reconhecendo-se como gay, lésbica ou bissexual.

## Educação

### Faculdades e Universidades
A cidade de Atlanta possui muitas instituições de ensino superior, sendo as principais o G.I.T. (the Georgia Institute of Technology), uma das melhores universidades em pesquisa de tecnologia (classificada entre as 10 melhores universidades públicas desde 1999 pelo U.S. News & World Report) e a Emory University (Universidade Emory), uma das melhores universidades do mundo e também a Universidade do Estado da Georgia (Georgia State University).

## Política
Atlanta é governada por um prefeito e um conselho municipal. O conselho municipal é constituído por 15 representantes, um de cada um dos doze distritos da cidade e em três posições-grande. O prefeito permite vetar uma lei aprovada pelo conselho, mas o Conselho pode substituir o veto com maioria de dois terços. A prefeita de Atlanta é Shirley Franklin.
Os prefeitos eleitos desde 1973 foram negros. Maynard Jackson serviu por dois mandatos e foi sucedido por Andrew Young em 1982. Jackson retornou para um terceiro mandato em 1990 e foi sucedido por Bill Campbell. Em 2001, Shirley Franklin se tornou a primeira mulher a ser eleita Presidente da Câmara Municipal de Atlanta, e como a primeira Afro-Americana a servir como presidente da Câmara de uma grande cidade do sul. Ela foi reeleita para um segundo mandato em 2005, ganhando 90% dos votos. A política da cidade durante a administração Campbell sofreu uma notória reputação de corrupção e, em 2006, um júri federal condenou o ex-prefeito Bill Campbell em três contagens de evasão fiscal em relação a renda jogo, ele recebeu enquanto prefeito durante viagens que ele teve com as cidades contratantes.
Como a capital do estado, Atlanta é o local da maior parte da Geórgia do governo estadual. O edifício Georgia State Capitol, abriga os escritórios do governador, vice-governador e secretário de Estado, bem como a Assembleia Geral. O Governador do Mansion está situado em West PACES Ferry Road, em uma seção de Buckhead residencial. Atlanta é também sede de Geórgia Public Broadcasting e Peachnet, e é o município sede do Condado de Fulton, com que partilha a responsabilidade pelo Atlanta-Fulton Public Library System. A cidade de Atlanta é servida pelo Departamento de Polícia de Atlanta, que tem um número estimado de 1 700 funcionários trabalhando em vigor.
O Serviço Postal dos Estados Unidos opera em vários correios por toda a cidade. O Atlanta Main Post Office está localizado na 3900 Crown Road SW, nas proximidades de Hartsfield-Jackson Atlanta International Airport.

### Cidades irmãs
Atlanta tem dezoito cidades irmãs, designadas por Sister Cities International, Inc. (SCI):
| - Bruxelas, Bélgica (1967) - Bucareste, Roménia (1994) - Cotonou, Benin (1995) - Daegu, Coreia do Sul (1981) - Fukuoka, Japão (2005) - Lagos, Nigéria (1974) - Montego Bay, Jamaica (1972) - Newcastle, Reino Unido (1977) - Nuremberga, Alemanha (1998) | - Olímpia, Grécia (1994) - Port of Spain, Trinidad e Tobago (1987) - Ra'anana, Israel (2000) - Rio de Janeiro, Brasil (1972) - Salcedo, República Dominicana (1996) - Salzburgo, Áustria (1967) - Taipei, Taiwan (1974) - Tbilisi, Geórgia (1988) - Toulouse, França (1974) |

## Economia
Atlanta é uma das oito cidades dos Estados Unidos classificada como uma "cidade global beta" por um estudo em 2008 da Loughborough University, e ocupa a terceira posição em número de empresas de Fortune 500 com sede no interior, atrás de Nova Iorque e Houston. Várias grandes empresas nacionais e internacionais estão com sede em Atlanta ou em seus subúrbios, incluindo três empresas Fortune 100: A Coca-Cola Company, Home Depot e United Parcel Service em Sandy Springs. A sede da AT&T Mobility (antiga Cingular Wireless), o segundo maior fornecedor de serviços celular nos Estados Unidos, está localizado próximo a Lenox Square. Newell Rubbermaid é uma das mais recentes empresas a deslocalizar para a área metropolitana, em outubro 2006, ela anunciou planos de mudar a sua sede para Sandy Springs. Outras sedes de algumas grandes empresas em Atlanta e em torno da área metropolitana incluem Arby's, Chick-fil-A, Delta Air Lines, Earthlink, Equifax, Gentiva Serviços de Saúde, Georgia-Pacific, Oxford Industries, Southern Company, SunTrust Banks, Mirant e Waffle House. No início de junho de 2009, NCR Corporation anunciou que mudou a sua sede para o vizinho bairro de Duluth, na Geórgia. Mais de 75% das empresas Fortune 1 000 têm presença na área de Atlanta, e os escritórios da região alberga cerca de 1 250 corporações multinacionais. A partir de 2006 Atlanta Metropolitan Area classifica como o 10º maior cybercity (centro de alta tecnologia), nos Estados Unidos, com 126 700 empregos de alta tecnologia.

### Turismo
Atlanta atrai o quarto maior número de turistas estrangeiros de todo os Estados Unidos. Mais de 478 000 visitantes estrangeiros chegaram à cidade em 2007. Nesse mesmo ano (segundo a Forbes), foi estimado que Atlanta atraiu 37 milhões de visitantes para a cidade. A cidade apresenta o maior aquário indoor do mundo,, o Georgia Aquarium, que abriu oficialmente ao público em 1 de abril de 2002. O novo Mundo da Coca-Cola, adjacente ao Aquário abriu em maio de 2007 e apresenta ao mundo a história da famosa marca de refrigerantes e proporciona ao visitante a oportunidade de provar diferentes produtos Coca-Cola de todo o mundo. Underground Atlanta, um histórico complexo comercial e de entretenimento fica sob as ruas da baixa Atlanta. Atlantic Station, um novo projecto de grande renovação urbana sobre a aresta noroeste do Midtown Atlanta, abriu oficialmente em outubro de 2005.
Atlanta tem uma variedade de museus, sobre os assuntos que vão desde a história das belas artes, história natural, e bebidas ou drogas. Museus e atrações da cidade incluem o Atlanta Centro Histórico, o Centro Carter, o Martin Luther King Jr. National Historic Site; APEX Museum; o Atlanta Cyclorama e Civil War Museum; histórica casa museu Rodes Hall; e da Câmara e Margaret Mitchell Museum. Museus infantis incluem The Fernbank Science Center e Imagine It! Children's Museum of Atlanta.
Piedmont Park acolhe muitos dos festivais de Atlanta e eventos culturais. O Atlanta Botanic Garden se situa ao lado do parque. Zoo Atlanta, no Grant Park, apresenta uma exposição panda. No leste da cidade está Stone Mountain, a maior peça de granito exposta no mundo.

## Infra-estrutura

### Transportes
Atlanta possui um sistema de transporte bem desenvolvido.
O ciclismo é um meio de transporte em crescimento em Atlanta. Seu uso mais do que duplicou desde 2009, quando representava apenas 1,1% de todos os deslocamentos na cidade (acima de 0,3% em 2000). Embora a falta de ciclovias em Atlanta possa dissuadir muitos moradores da prática do ciclismo, O plano de transporte da cidade prevê a construção de 364 quilômetros de ciclovias até 2020.

#### Aéreo
A cidade é servida pelo aeroporto mais movimentado do mundo em número de passageiros, o Aeroporto Internacional Hartsfield-Jackson Atlanta, localizado nos arredores da cidade, ao sul da zona central, e é o principal hub da companhia Delta Air Lines.

#### Autoestradas
Uma vasta rede de auto-estradas liga Atlanta, aos seus arredores e também aos estados vizinhos. A mais conhecida é a Downtown connector, que é a juncção da Interestadual 75 e da Interestadual 85. Esta auto-estrada está muitas vezes totalmente preenchida de carros durante as horas de pico. Devido a alguma falta de transportes públicos nos arredores da cidade, as auto-estradas que ligam ao centro da cidade estão constantemente em trânsito. Atlanta é conhecida como a pior cidade para pedestres.

#### Metrô e autocarros
Um sistema de transportes públicos urbano chamado MARTA (Metropolitan Atlanta Rapid Transit Authority) serve a cidade com linhas de autocarros e um sistema de metropolitano. O metrô urbano liga o centro da cidade aos bairros próximos do centro. Conta com quatro linhas, a linha Norte-Sul (vermelha), a linha Noroeste-Sul (laranja), a linha Este-Oeste (azul) e a linha Proctor Creek line (verde). Ao contrário do normal, as linhas do metro de Atlanta não são conhecidas pela cor, mas sim pela última estação (neste caso: Airport, Doraville, North Springs, H. E. Holmes, Bankhead, King Memorial, Candler Park, Indian Creek), ou pela direcção que tomam. Os autocarros servem não só o centro da cidade mas também os seus arredores e as cidades de Roswell e Alpharetta.

## Cultura

### Música e Cinema
Atlanta desempenhou um papel importante ou contribuinte no desenvolvimento de vários gêneros de música americana em diferentes pontos da história da cidade. Começando no início da década de 1920, Atlanta surgiu como um centro de música country, que foi trazido para a cidade por imigrantes da Appalachia. Durante a contracultura dos anos 1960, Atlanta sediou o Atlanta International Pop Festival, com o festival de 1969 ocorrendo mais de um mês antes de Woodstock e com muitas das mesmas bandas. A cidade também foi um centro para o Southern Rock durante seu auge nos anos 70: o hit instrumental "Hot 'Lanta" da Allman Brothers Band ."É uma ode à cidade, enquanto Lynyrd Skynyrd famosa versão ao vivo de 'Free Bird' foi gravado no Teatro Fox, em 1976, com o vocalista Ronnie Van Zant dirigir a banda para 'jogá-lo muito para Atlanta'. Durante os anos 1980, Atlanta teve uma ativa punk rock cena centrado em dois dos locais de música da cidade, 688 Clube e a Metroplex, e Atlanta famosa foi palco para os Sex Pistols primeira US mostrar, que foi realizada no Grande Southeastern music Hall . A década de 1990 viu a cidade produzir grandes astros em diferentes gêneros musicais.Artista de música country; Travis Tritte as sensações de R & B TLC, Usher e Toni Braxton, foram apenas alguns dos músicos orgulhosos por chamarem Atlanta de lar. A cidade também deu origem ao hip hop de Atlanta, um subgênero que ganhou relevância e sucesso com a introdução dos ATLiens locais conhecidos como Outkast, juntamente com outros artistas da Dungeon Family, como Organized Noize e Goodie Mob; no entanto, não foi até a década de 2000 que Atlanta mudou "das margens para se tornar o centro de gravidade do hip-hop com outro sub-gênero chamado Crunk, parte de uma mudança maior na inovação do hip-hop para o sul e leste". Também nos anos 2000, Atlanta foi reconhecida pela revista Vice, sediada no Brooklyn, por sua cena indie rock, que gira em torno dos vários locais de música ao vivo encontrados na parte leste da cidade.  Para facilitar ainda mais o desenvolvimento local, o governo do estado oferece às empresas e produções qualificadas um crédito de imposto de renda transferível de 15% para os custos no estado de investimentos em música.
Como centro nacional de produção de cinema e televisão, Atlanta desempenha um papel importante na indústria do entretenimento. Dubla para outras partes do mundo e assentamentos fictícios em produções de grande sucesso, entre eles os novos títulos da franquia Velozes e Furiosos e Marvel, como Ant-Man (2015), Capitão América: Guerra Civil (2016), Pantera Negra e Vingadores: Guerra do Infinito (ambos 2018) . Por outro lado, E o Vento Levou (1939), Smokey e o Bandido (1977), A Máquina de Sharkey (1981), A Esposa do Slugger(1985), Driving Miss Daisy (1989), ATL (2006) e Baby Driver (2017) estão entre os vários exemplos notáveis de filmes realmente ambientados em Atlanta . A cidade também fornece o pano de fundo para shows como The Walking Dead, Stranger Things e Atlanta, além de uma miríade de programas de televisão animados e realidade .

### Atrações
A partir de 2010, Atlanta foi a sétima cidade mais visitada nos Estados Unidos, com mais de 35 milhões de visitantes por ano. Embora a atração mais popular entre os visitantes de Atlanta seja o Aquário da Geórgia, o maior aquário indoor do mundo. A indústria do turismo de Atlanta é impulsionada principalmente pelos museus de história e atrações ao ar livre da cidade. Atlanta contém uma quantidade notável de museus e locais históricos, incluindo o Sítio Histórico Nacional Martin Luther King, Jr., que inclui a casa de infância preservada do Dr. Martin Luther King, Jr., bem como seu local de descanso final; o Atlanta Cyclorama & Civil War Museum, que abriga uma enorme pintura e diorama em volta, com uma plataforma de audiência central rotativa, retratando a Batalha de Atlanta na Guerra Civil; o World of Coca-Cola, apresentando a história da mundialmente famosa marca de refrigerantes e sua publicidade bem conhecida; o Hall da Fama do Football College que homenageia o futebol universitário e seus atletas; o Centro Nacional de Direitos Civis e Humanos, que explora o movimento pelos direitos civis e sua conexão com os movimentos contemporâneos de direitos humanos em todo o mundo; o Carter Center e a Biblioteca Presidencial, abrigando o Presidente dos EUA Jimmy Carter papéis e outros materiais relacionados à administração Carter e à vida da família Carter; e a Casa e Museu de Margaret Mitchell, onde Mitchell escreveu o romance best seller Gone with the Wind.
Atlanta contém várias atrações ao ar livre. O Jardim Botânico de Atlanta, adjacente ao Piedmont Park, abriga a Kendeda Canopy Walk de 180 metros, uma passarela que permite aos visitantes visitar uma das últimas florestas urbanas remanescentes da cidade a partir de 40 pés. alta (12 m). O Canopy Walk é considerado o único caminho de nível de copa de seu tipo nos Estados Unidos. O Zoo Atlanta, no Grant Park, acomoda mais de 1 300 animais, representando mais de 220 espécies. Lar das maiores coleções de gorilas e orangotangos do país, o Zoológico é um dos únicos quatro zoológicos dos EUA a abrigar pandas gigantes. Os festivais que exibem artes e ofícios, filmes e música, incluindo o Atlanta Dogwood Festival, o Atlanta Film Festival e o Music Midtown, respectivamente, também são populares entre os turistas.

## Marcos históricos
O Registro Nacional de Lugares Históricos lista 228 marcos históricos em Atlanta, dos quais nove são Marcos Históricos Nacionais. O primeiro marco foi designado em 15 de outubro de 1966 e o mais recente em 25 de junho de 2021, o East Atlanta Historic District. Um marco importante na cidade é o Martin Luther King, Jr., National Historic Site.

## Esportes
Atlanta é a sede de várias clubes de desporto profissional, incluindo todas as quatro equipes das Ligas Esportivas dos Estados Unidos. O Atlanta Hawks que disputa a NBA, o Atlanta Braves que disputa a Major League Baseball e o Atlanta Falcons que disputa a National Football League atuam desde 1966, sendo as mais antigas equipes esportivas do estado da Geórgia e do Sul dos Estados Unidos. Além dessas equipes tradicionais, a cidade de Atlanta possui o Atlanta United Football Club recente que disputa a Major League Soccer, sendo o principal detentor de recordes de público da MLS. Ainda tem a equipe feminina Atlanta Beat que disputa a Women's Professional Soccer.

### Jogos Olímpicos
Em 1990 Atlanta foi escolhida como sede dos XXVI Jogos Olímpicos da Era Moderna, no ano de 1996, escolha que gerou grande polêmica, primeiro por acusações de suborno por parte de grandes indústria sediadas em Atlanta como a Coca-Cola, depois, pela comunidade esportiva mundial crer que o direito de sediar as Olimpíadas que marcaria o centenário da retomada dos Jogos fosse da cidade de Atenas na Grécia, sede dos primeiros Jogos Olímpicos.

## Parques e recreação
343 parques de Atlanta, preserva a natureza e jardins cobrir 3 622 acres (14,66 km 2 ), o que equivale a apenas 5,6% da área total da cidade, em comparação com a média nacional de pouco mais de 10% . No entanto, 64% dos atlantes vivem a uma caminhada de 10 minutos de um parque, uma percentagem igual à média nacional. Em seu ranking ParkScore de 2013, The Trust for Public Land informou que entre os sistemas de parques das 50 cidades mais populosas dos EUA, o sistema de parques de Atlanta recebeu um ranking de 31. Piedmont Park, em Midtown é o espaço verde mais icônico de Atlanta. O parque, que passou por uma grande renovação e expansão nos últimos anos, atrai visitantes de toda a região e organiza eventos culturais ao longo do ano. Outros notáveis parques da cidade incluem o Centennial Olympic Park, um legado dos Jogos Olímpicos de Verão de 1996, que constitui a peça central do distrito turístico da cidade; Woodruff Park, que ancora o campus da Universidade do estado da Geórgia; Grant Park, lar do zoológico de Atlanta; Chastain Park, que abriga um anfiteatro usado para shows de música ao vivo; e a construção em andamento do Westside Park na Bellwood Quarry, o projeto de espaço verde e reservatório de 280 acres deve ser o maior parque da cidade quando estiver totalmente concluído na década de 2020. A Área de Recreação Nacional do Rio Chattahoochee, no canto noroeste da cidade, preserva um trecho de 77 km do rio para oportunidades de recreação pública.
O Jardim Botânico de Atlanta, adjacente ao Parque Piedmont, contém jardins formais, incluindo um jardim japonês e um jardim de rosas, áreas florestais e um jardim de inverno que inclui exposições internas de plantas de florestas tropicais e desertos. O BeltLine, um antigo corredor ferroviário que forma um circuito de 35 km ao redor do centro de Atlanta, foi transformado em uma série de parques, conectados por uma trilha multiúso, aumentando o espaço do parque de Atlanta em 40%.
Atlanta oferece recursos e oportunidades para esportes e recreação amadores e participativos. Golfe e tênis são populares em Atlanta, e a cidade contém seis campos de golfe públicos e 182 quadras de tênis. As instalações ao longo do rio Chattahoochee atendem a entusiastas de esportes aquáticos, proporcionando a oportunidade de caiaque, canoagem, pesca, ou tubulação. O único parque de skate da cidade, uma instalação de 15 000 pés quadrados (1 400 m2) que oferece tigelas, meio-fio e montes de concreto com laminação suave, está no Historic Fourth Ward Park.